# If Wishes Were Horses (Star Trek: Deep Space Nine)
"If Wishes Were Horses" és el setzè episodi de la sèrie de televisió de ciència-ficció estatunidenca Star Trek: Deep Space Nine, emès durant la primera temporada. Originalment es va emetre en redifusió a partir del 17 de maig de 1993. L'episodi va ser dirigit per Robert Legato. El títol deriva del proverbi "If wishes were horses, beggars would ride" (Si els desitjos fossin cavalls, els captaires hi muntarien).
Ambientada al segle XXIV, la sèrie segueix les aventures a Espai Profund 9, una estació espacial situada prop d'un forat de cuc estable entre els Quadrants Alfa i Gamma de la Via Làctia, prop del planeta Bajor, mentre els bajorans es recuperen d'una brutal ocupació de dècades pels imperialistes cardassians. En aquest episodi, les fantasies personals de la gent comencen a manifestar-se a l'estació.

## Argument
El taverner Quark aconsella a l'agent Odo que es relaxi, potser en una holosuite. Odo descarta la imaginació com a falta d'atenció a la vida real. Quark s'ofereix a crear-li un "company de joc" canviaformes, al que Odo respon: "Ets repugnant!". En veure el fill petit del comandant de l'estació, Jake Sisko, acostant-se a una holosuite, Odo adverteix a Quark que és millor que no li hagi creat cap "companya de joc". Quark explica que el programa de Jake inclou jugadors de beisbol famosos de la Terra.
El Dr. Julian Bashir i la tinent Jadzia Dax dinen. Julian vol una relació romàntica, però Jadzia s'hi nega educadament, assenyalant que també ha mirat altres dones. Dax torna a Ops, on observa emissions elevades al proper Cinturó Denorios. Ella i el Comandant Sisko plantegen la hipòtesi que això és degut a l'alta quantitat de trànsit a Espai Profund 9.
El Cap O'Brien li llegeix a la seva filla Molly la història de Rumpelstiltskin i la fica al llit. Poc després, ella surt de la seva habitació i afirma que Rumpelstiltskin és a dins. O'Brien i la seva dona Keiko tornen pacientment amb ella i descobreixen que Rumpelstiltskin és realment a la seva habitació. En altres llocs, un duplicat de Jadzia intenta seduir Bashir a les seves estances, i Buck Bokai, un jugador de beisbol del segle XXI que el 2026 va trencar la ratxa de 56 partits d'un sol cop de Joe DiMaggio, ha seguit Jake des de l'holosuite.
Els personatges desapareixen quan són rebutjats o ignorats. Esdeveniments sense precedents, com ara la neu al Passeig Marítim, ocorren a l'altra banda de l'estació, aparentment instigats per la imaginació de la gent. Quark es troba escortat per dones boniques i adoradores, i espera que la situació duri per sempre, fins que s'adona que els seus clients estan guanyant al Dabo. Desitja desesperadament que perdin, però sense cap efecte: com assenyala Odo, Quark està en inferioritat numèrica. Odo torna a la seva oficina i descobreix que ha desitjat que Quark entri en una cel·la.
El brot de desitjos continua fins que les emissions detectades anteriorment es formen en un buit prop de l'estació. Creix exponencialment fins que Sisko s'adona que forma part de l'efecte del desig, i continuarà creixent mentre la gent cregui que existeix. Instrueix a la seva tripulació que no existeix i que deixin l'estat d'alerta. La crisi s'evita. Més tard, "Buck Bokai" apareix a l'oficina de Sisko, on explica que ell i les altres aparicions fantasioses són membres d'una missió d'exploració que va seguir una nau a través del forat de cuc. La seva gent volia veure de què tracta realment la imaginació, per tal d'aprendre més sobre els humanoides. Els extraterrestres no van fer res ells mateixos: només van observar els efectes de la imaginació humanoide. Abans de marxar, suggereix que algun dia podrien tornar i llença una pilota de beisbol a Sisko com a regal de comiat.

## Artistes convidats
- Keone Young com a Buck Bokai
- Rosalind Chao com a Keiko O'Brien
- Hana Hatae com aMolly O'Brien
- Michael J. Anderson com a Rumpelstiltskin

## Producció
L'argument del guió va evolucionar des del seu esborrany original quan Michael Piller —cocreador de Star Trek: Deep Space Nine— volia diferenciar l'episodi d'una entrega de Star Trek: La nova generació on un personatge de l'holosuite cobra vida, ja que aquesta «imaginació» es va convertir en el tema central de l'episodi. Una altra modificació del guió original va sorgir de l'objecció de Colm Meaney a l'ús d'un Leprechaun a causa, segons ell, de les connotacions negatives i els estereotips dels irlandesos. Això va influir en Piller a utilitzar el personatge folklòric Rumpelstiltskin, que durant la reescriptura es va convertir en el punt de partida de la nova trama basada en la "imaginació" de l'episodi.

## Recepció
Keith DeCandido el va qualificar  a "tor.com" el 2013 com un episodi normal de "Star Trek: Deep Space Nine". Va trobar la idea bàsica força absurda i la va veure com una copia d'episodis anteriors de Star Trek. Tanmateix, per a DeCandido, aquesta mala impressió es compensa en certa manera per la bona interacció entre diversos personatges (especialment Quark i Odo, així com Benjamin Sisko i Buck Bokai).
El 2020, ScreenRant va classificar Buck Bokai com el segon millor holograma de la franquícia Star Trek.